# Ralf Regitz

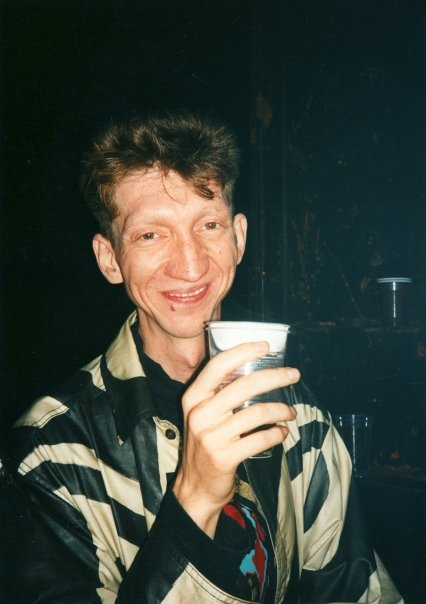
Ralf Regitz

Ralf Regitz (* 8. Juni 1964 in Saarbrücken; † 19. Januar 2011 in Berlin) war ein deutscher Veranstalter.

## Leben
Regitz wuchs in Markdorf in Baden-Württemberg auf und zog 1983 nach seinem Abitur am Gymnasium des Bildungszentrums (BZM) nach Berlin. Er begann an der TU Berlin ein Architekturstudium und war später Geschäftsführer der Werbe- und Veranstaltungs-GmbH PlanetCom.

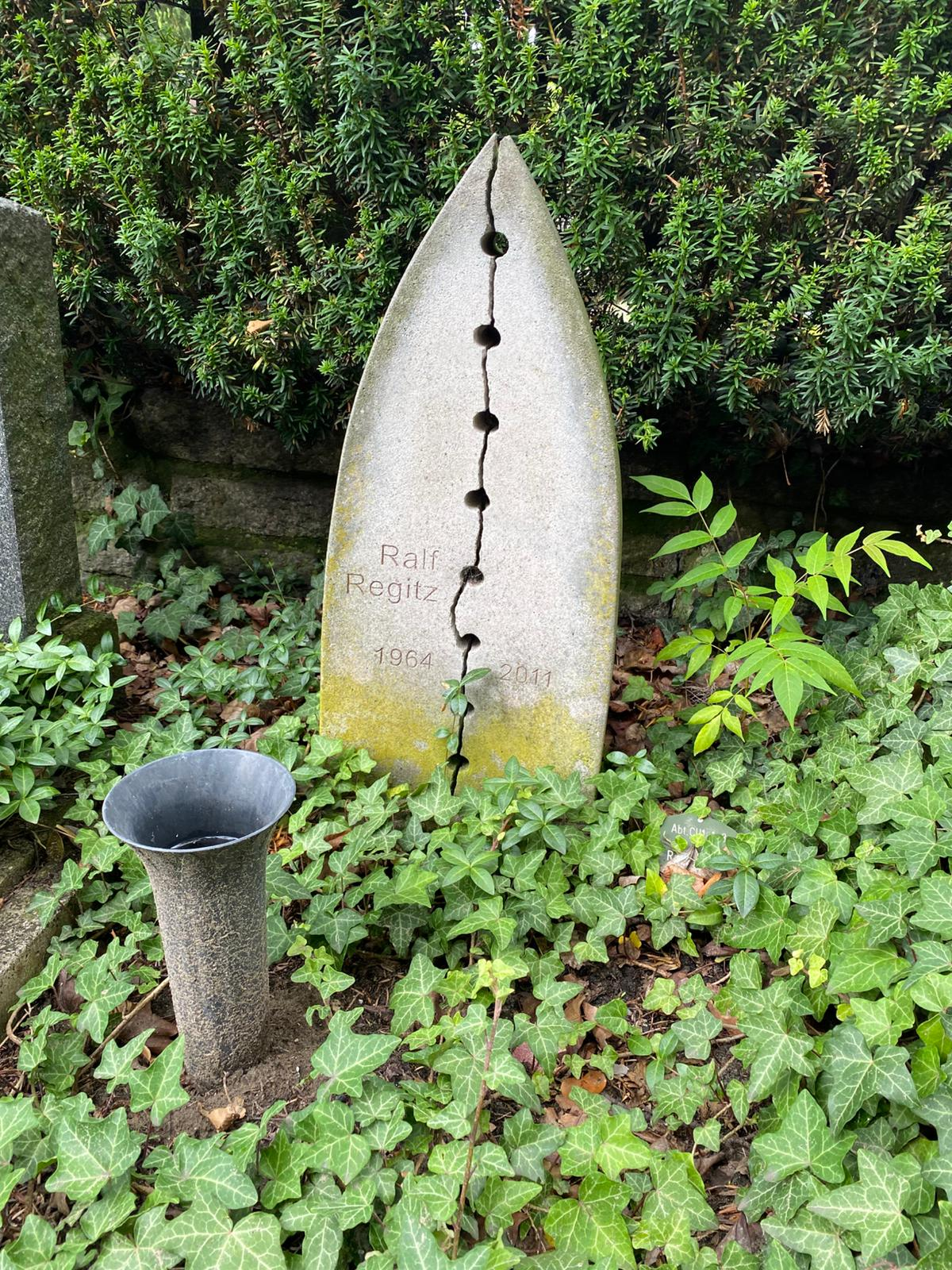
Grabstätte

Regitz galt als Aktivist der frühen Technoszene in Berlin und war dort unter anderem Geschäftsführer vom Ufo-Club, der von Dimitri Hegemann, dem späteren Betreiber des Tresors gegründet wurde. Ende 1990 bis Frühjahr war er zudem Mitveranstalter der Tekknozid-Raves von Wolle XDP. Von 1991 bis Ende 1992 war er einer der Betreiber der Berliner Clubs Planet.  1993 war er Mitbegründer des Berliner Clubs E-Werk, der prägend für die Berliner Technoszene wurde. Veranstaltungen wie die Chromapark-Ausstellungen sowie seine Arbeit als Veranstalter der Loveparade machten die Berliner Technoszene einer breiten Öffentlichkeit bekannt. Regitz hatte maßgeblichen Anteil am Ausbau der Loveparade zu einer Massenveranstaltung und wurde zu einer prägenden Figur der deutschen Techno-Szene. 2001 wurde der Loveparade der Status als Demonstration aberkannt. Dabei kam es wegen unterschiedlicher Auffassungen über die zukünftige Ausrichtung der Veranstaltung zum Bruch zwischen Regitz und dem ehemaligen Geschäftsführer der Loveparade GmbH, Fabian Lenz. Da Regitz sich für eine kommerziellere Ausrichtung der Veranstaltung einsetzte, brach 2004 auch die Zusammenarbeit mit dem Erfinder der Loveparade Dr. Motte auseinander.
Später war Regitz Betreiber des Café Moskau. 2011 verstarb er völlig überraschend im Alter von 46 Jahren. Seine letzte Ruhestätte befindet sich auf dem Friedhof der Dorotheenstädtischen und Friedrichswerderschen Gemeinden.